# Detective Conan - L'ultimo mago del secolo
Detective Conan - L'ultimo mago del secolo (名探偵コナン 世紀末の魔術師?, Meitantei Konan - Seikimatsu no majutsushi, lett. "Detective Conan - Il mago di fine secolo"), conosciuto anche con il titolo internazionale Detective Conan: The Last Wizard of the Century, è un film d'animazione del 1999 diretto da Kenji Kodama.
Si tratta del terzo film dedicato alla serie anime Detective Conan, uscito in Giappone il 17 aprile 1999. La produzione prese spunto dallo special Lupin III - Il tesoro degli zar del 1992.

## Trama
Kaito Kid invia alla polizia un messaggio in cui dichiara che ruberà un raro uovo Fabergé, il cinquantunesimo presumibilmente creato nel 1917 dall'orafo Fabergé, un dono dello zar Nicola II Romanov alla zarina Aleksandra per Pasqua. L'uovo, trovato il mese scorso e di proprietà della Suzuki Zaibatsu, la società finanziaria del padre di Sonoko, si trova a Osaka e verrà protetto dalla polizia locale, dagli uomini dell'ispettore Nakamori e da Kogoro, Conan ed Heiji.
Il padre di Sonoko mostra l'uovo a Conan, Ran, Kazuha, Heiji e Kogoro tre giorni dopo. Nel palazzo, però, sono presenti anche Sergei Ovchinnikov, il primo segretario dell'ambasciata russa in Giappone, Shoichi Unui, un commerciante di opere d'arte, Seiran Hoshi, una ricercatrice cinese esperta della dinastia Romanov, e Ryu Sagawa, un cameraman e scrittore. Quando Heiji e Conan lasciano l'edificio si consultano per cercare di capire l'indicazione lasciata da Kaito Kid nel suo messaggio. I due ragazzi riescono a intuire l'orario in cui si verificherà il furto e cercano di impedire che esso venga portato a compimento. Il furto riesce, ma mentre Kid fugge con il deltaplano, qualcuno gli spara all'occhio destro. Conan ritrova l'uovo assieme al colombo ferito e al monocolo di Kid, ma del ladro nessuna traccia.
Il giorno dopo, una donna di nome Natsumi Kosaka, assieme al suo maggiordomo, si presenta nel palazzo della società Suzuki e racconta che il suo bisnonno materno era un artigiano di belle arti che lavorava per la compagnia di Fabergé come suo aiutante. Per provare la veridicità delle sue parole, la donna mostra degli stralci del progetto de "l'uovo dei ricordi". Quando Conan tocca l'uovo riesce a scoprire che sul fondo è presente uno "specchio magico" che, una volta illuminato, proietta l'immagine di un castello. La donna conosce molto bene quel luogo, perché era di proprietà di suo nonno. Tutti gli esperti vogliono accompagnare Shiro Suzuki e visitare il castello di Yokosuka.
Durante il viaggio, però, il cameraman viene assassinato e Kogoro nota che l'anello che possedeva gli è stato sottratto. Inizialmente il sospettato è il segretario del presidente Suzuki, Masato Nishino, poiché l'anello viene trovato nella sua cabina ma fortunatamente Conan riesce a farlo scagionare grazie alla sua allergia alle piume, che erano sparpagliate nella cabina del cameraman. Conan contatta Agasa per chiedergli di consultare internet e trovare un assassino che colpisce gli occhi, proprio come è accaduto a Kaito Kid e al cameraman. Agasa scopre che esiste un criminale di cui non si conosce l'identità di nome Scorpion, che ruba oggetti legati alla dinastia Romanov e uccide sparando all'occhio destro, ricercato dall'ICPO. Kaito Kid scopre che Conan è Shinichi quando lo sente per caso parlare al dottor Agasa di Scorpion, toccando le linee per confermare i suoi sospetti su ciò che sta per accadere sulla nave.
Il giorno dopo, il gruppo visita il castello e qui si presentano anche Ai e i Detective Boys, che si erano intrufolati di nascosto nella macchina del dottore, con Agasa, che porta a Conan un nuovo paio di occhiali. I ragazzi ispezionano l'esterno del castello, mentre gli adulti perlustrano l'interno. Conan trova un ingresso segreto che si apre con una parola scritta in russo, che scoprono poi essere "l'ultimo mago del secolo", lo stesso nome usato da Kaito Kid nella sua lettera, che porta in un sotterraneo. Qui viene rinvenuto il secondo uovo in una bara, dove sembra essere stata sepolta la bisnonna materna di Nazumi, che unito al primo svela il segreto de "l'uovo dei ricordi": si vedono, infatti, le foto dello zar Nicola II e la sua famiglia (la moglie Alexandra e i loro cinque figli: Olga, Tatiana, Maria, Anastasia e Alessio), e tra le foto Conan nota che una delle figlie dello zar è la copia di Natsumi, intuendo che la donna è una discendente diretta dei Romanov. A questo punto, però, Scorpion si fa vivo e scappa con le uova. Conan parte all'inseguimento dell'assassino e lo trova mentre sta cercando di incendiare l'intero castello. Il ragazzo riesce a stendere la malvivente, che è una discendente di Grigorij Rasputin, il monaco pazzo, e colpisce all'occhio destro le sue vittime proprio come fece il fratello dello zar, il duca Yusoupov, quando uccise il suo antenato.
Al termine della vicenda, Conan capisce che una delle persone che si trovava nel castello era Kaito Kid: si trattava dell'ispettore Shiratori. Convintasi che Conan sia Shinichi, Ran parla al bambino domandogli se lui sia il suo ragazzo amato. Ma mentre Conan sta per dirle la verità, compare Kaito Kid travestito da Shinichi, così che ogni dubbio della ragazza viene meno. Il mago scomparirà poi coperto da colombi.

## Colonna sonora
Il musicista Katsuo Ōno ha realizzato ventinove nuove tracce sonore, utilizzate in seguito anche nel corso della serie televisiva. La sigla finale è One, dei B'z.

## Distribuzione

### Edizione italiana
In Italia il film è stato solo trasmesso in televisione, in una versione intera e in una divisa in cinque parti di venti minuti circa, entrambe senza censure video e con lo stesso doppiaggio non censurato. Il doppiaggio italiano è stato prodotto presso la Merak Film e diretto da Loredana Nicosia e Graziano Galoforo su dialoghi di Antonella Marcora e Marcello Cortese.
La versione intera è stata trasmessa per la prima volta su Italia Teen Television il 29 dicembre 2005 e replicata anche su Hiro e per la prima volta in chiaro su Italia 2 il 24 ottobre 2012. Questa versione ha la prima sigla italiana della serie televisiva, Detective Conan di Giorgio Vanni, con immagini prese dal film sia in apertura che in chiusura. Inoltre, manca l'introduzione che riassume l'inizio della storia del manga, presente in ogni film seppur con qualche differenza. L'epilogo è posto prima della sigla finale invece che dopo come in originale.
La versione divisa in cinque parti è stata trasmessa su Italia 2 dal 7 all'11 luglio 2012 (prima visione in chiaro del film). È stata utilizzata sempre la prima sigla italiana, sia in apertura che in chiusura di ogni parte, ma con il primo video utilizzato per la serie televisiva. La versione divisa in parti è anch'essa senza introduzione e con l'epilogo spostato prima della sigla finale. La stessa versione è andata in onda su Italia 1 il 17 agosto 2018 in orario notturno.
Di questo film, quindi, come del sesto, non sono mai state trasmesse né l'introduzione né la sigla finale originale, sebbene probabilmente l’introduzione sia stata doppiata, come nei film precedenti.
Nel doppiaggio originale, mentre girovagano per la cantina del castello, i Detective Boys cantano Nazo, la terza sigla di apertura.

### Edizioni home video
In Giappone il film è stato pubblicato da Shogakukan in VHS il 12 aprile 2000 e in DVD il 28 marzo 2001. Dopodiché, il film è stato pubblicato da Being con l'etichetta B-vision in una nuova edizione in DVD il 25 febbraio 2011 e in Blu-ray Disc il 22 luglio 2011. In Italia non è mai stato pubblicato per l'home video.

## Accoglienza

### Incassi
Il film ha incassato circa 1 miliardo e 450 milioni di yen, ovvero circa 10 milioni di euro, classificandosi al quinto posto dei film giapponesi con il maggior incasso in patria nel 1999.

## Versione a fumetti
Con i fotogrammi del film è stato prodotto un anime comic in due volumi dal titolo Gekijōban Meitantei Conan - Seikimatsu no majutsushi (劇場版 名探偵コナン 世紀末の魔術師?, Gekijōban Meitantei Konan - Seikimatsu no majutsushi, "Detective Conan - Il film - Il mago di fine secolo"). La "prima parte" (上?, jō) è stata pubblicata da Shogakukan il 18 settembre 1999 (ISBN 4-09-124875-6), la "seconda parte" (下?, ge) il 18 ottobre dello stesso anno (ISBN 4-09-124876-4). Un'edizione in volume unico è stata poi pubblicata sempre da Shogakukan il 17 febbraio 2006 (ISBN 4-09-120306-X).
Un manga tratto dal film e con lo stesso titolo è stato pubblicato sulla rivista bimestrale Shōnen Sunday Super dal 25 gennaio (numero di marzo) fino al dicembre 2012, disegnato da Yutaka Abe e Denjirō Maru, disegnatori anche di alcuni volumi di Detective Conan Special Cases. Il manga è stato raccolto in tre tankōbon, pubblicati da Shogakukan rispettivamente il 18 giugno 2012 (ISBN 978-4-09-123709-5), il 18 settembre 2012 (ISBN 978-4-09-123866-5) e il 18 febbraio 2013 (ISBN 978-4-09-124029-3).